# Светозар Маркович
Светозар Маркович (*Светозар Марковић, 9 вересня 1846, Заєчар, Тимощина —†26 лютого 1875) — сербський політичний діяч, письменник, літературний критик.
У списку «100 найзнаменитіших сербів» Светозар Маркович займає 52 місце.

## Життєпис
Народився в сім'ї чиновника Радої Марковича. Дитинство провів у селі Рековац, потім в м. Ягодіна. У 1854 році втратив батька. У 1856 році перебрався до Крагуєваця, де вчився в середній школі до 1860 року. З 1860 до 1863 року навчався у гімназії в Белграді.
У 1863 році вступив до Белградського університету. Тут на нього вплинула творчість Вука Караджича. У 1866 році від сербського уряду направлений до Санкт-Петербурга (Російська імперія) для продовження навчання, а пізніше, 1868 року, перебирається до Цюриху. Тут захопився науковим соціалізмом. Згодом за свої публікації у газетах Нові Сад, які критикували серсбський уряд, Маркович залишився без стипендії.
Тому він у 1870 році вимушений був повернутися до Воєводини. Тут виступав за більш радикальні дії руху «Омладина» щодо сербських князів з династії Обреновичів. З 1871 до 1872 року у м. Нові Сад видавав соціалістичну газету «Робітник». Втім у 1872 році за свою політичну діяльність був висланий австро-угорською владою. По прибуттю до Сербії Марковича було заарештовано. У 1873 році став видавати газету «Громадскість». За свою критику уряду у 1874 році був вдруге заарештований, відсидів у в'язниці 9 місяців.
У листопаді 1874 року звільнився, після чого перебирається до Австро-Угорщини, де зупиняється у Трієсті. Помер він 1875 року від сухот.

## Творчість
У своїх політико-економічних і філософських працях («Сербські омани»,1869 рік; «Паризька Комуна і Інтернаціонал»,1871 рік; «Реальний напрям у науці і життя»,1871-1872 роки) розвивав революцюційно-демократичну програму звільнення сербського народу.
У літературно-критичних статтях «Поезія і мислення» (1868 рік), «Реалізм в поезії» (1870 рік), «Народ і письменники» (1872 рік), спираючись традиції Вука Караджича, Маркович виступав проти сербських естетиків-ідеалістів, формалістічної критики.